# Mistrzostwa Polski w Biathlonie 1992
26. Mistrzostwa Polski w biathlonie odbyły się w 1992 w Zakopanem. Rozegrano sześć konkurencji: trzy konkurencje męskie: bieg indywidualny na dystansie 20 kilometrów, bieg sprinterski na dystansie 10 kilometrów i sztafetę 4 x 7,5 kilometrów oraz trzy konkurencje kobiece: bieg indywidualny na dystansie 15 kilometrów, bieg sprinterski na dystansie 7,5 km i sztafetę 3 x 7,5 kilometrów.

## Terminarz i medaliści
| Data | Konkurencja                | Złoto                                                                    | Srebro                                                                      | Brąz                                                                        |
| 1992 | Bieg indywidualny mężczyzn | Dariusz Kozłowski Górnik Wałbrzych                                       | Jan Wojtas Górnik Wałbrzych                                                 | Jan Ziemianin Dynamit Chorzów                                               |
| 1992 | Bieg sprinterski mężczyzn  | Krzysztof Topór Legia Zakopane                                           | Krzysztof Sosna Dynamit Chorzów                                             | Jan Ziemianin Dynamit Chorzów                                               |
| 1992 | Bieg sztafetowy mężczyzn   | Górnik Wałbrzych Piotr Pluta Dariusz Kozłowski Jan Wojtas Zbigniew Filip | Dynamit Chorzów Adam Gawliczek Jan Ziemianin Tomasz Sikora Krzysztof Sosna  | Legia Zakopane Adam Jakieła Krzysztof Topór Robert Bugara Wiesław Ziemianin |
| 1992 | Bieg indywidualny kobiet   | Krystyna Liberda Dynamit Chorzów                                         | Agata Suszka Dynamit Chorzów                                                | Zofia Kiełpińska Dynamit Chorzów                                            |
| 1992 | Bieg sprinterski kobiet    | Zofia Kiełpińska Dynamit Chorzów                                         | Krystyna Liberda Dynamit Chorzów                                            | Helena Mikołajczyk Dynamit Chorzów                                          |
| 1992 | Bieg sztafetowy kobiet     | Dynamit Chorzów Agata Suszka Zofia Kiełpińska Józefa Fatla               | MSK Karkonosze Jelenia Góra Wioletta Zubek Dorota Tomaszewicz Dorota Słomka | - (ukończyły dwie sztafety)                                                 |